# マイケル・ジャクソンの死
マイケル・ジャクソンの死では、2009年6月25日にアメリカ合衆国の歌手であるマイケル・ジャクソンが死亡した経緯およびその影響について記述する。

## 経緯
2009年6月25日、マイケルが自宅にて心停止・呼吸停止状態に陥り、マイケルのボディーガードが救急隊に通報。12時26分に救急隊が到着。13時14分にカリフォルニア大学ロサンゼルス校 (UCLA) 付属病院へ救急搬送される。約42分間に及ぶ蘇生活動を行うも、カリフォルニア時間14時26分に死亡が確認された。
8月24日、ロサンゼルス市警察の事情聴取に対する元主治医の宣誓供述書とされるものが報道された。その宣誓供述書によると、元主治医はマイケルの不眠治療のため、6週間にわたって外科手術用の麻酔薬であるプロポフォールを毎晩投与したという。依存症になることを懸念して、6月22日には処方はプロポフォールから催眠鎮静剤であるロラゼパムとミダゾラムへと切り替えられた。
ところがその後マイケルは不眠の状態に陥り、死の当日である6月25日には深夜から早朝にかけてロラゼパム、ミダゾラムやジアゼパムを断続的に投与するも眠りにつかせることができず、10時40分頃にはマイケルの度重なる要求により25mgのプロポフォールが点滴投与された。それによりマイケルが眠りに就いた後、元主治医はトイレのため2分ほどマイケルの元から離れた。しかし、トイレから戻った時にはすでにマイケルの呼吸は停止していたという。
8月28日、ロサンゼルス検視当局が死因を公式発表した。急性プロポフォール中毒とした上で、第一の死因はプロポフォールとロラゼパムの複合使用と指摘した。外的要因による死であることも断定した。
プロポフォールは、外科手術において全身麻酔の導入・維持に用いられる麻酔薬である。呼吸抑制作用があるため、設備の整った環境で麻酔専門医による適切な用法と常時監視の下で使用しなければ、呼吸停止・心停止を起こす可能性がある。プロポフォールの投与中は、患者の呼吸状態等を常に監視し続けることが義務づけられている。
2009年7月1日、マイケルの元専属看護師のシェリリン・リーは、ABCニュースのインタビューに答え、4月頃に深刻な不眠に悩むマイケルから睡眠導入のためにプロポフォールの処方を依頼されたが、マイケルがその薬剤の扱いに精通していなかったため、処方を断ったと話した。

## 元主治医の処罰
元主治医がマイケル・ジャクソンに雇われた経緯については、マイケルのプロモーター・グループであるAEGライブが「自分たちの反対を押し切ってマイケルが雇った」と主張しているのに対し、マイケルの遺族側は「主治医として適格であるかを確認もせずにAEGライブが雇った」と主張しており対立した。マイケルの死後、遺族はAEGライブに対して「医師を主治医に相応しいか確かめることなく雇用しマイケルを死に至らしめた」として裁判を起こした。マイケルの母であるキャサリン・ジャクソンはこの訴訟の目的について、金銭目的ではなくマイケルの死の真相を明らかにするためであると述べた。結果は遺族側の敗訴に終わり、80万ドルの裁判費の支払い命令が出された。
ロサンゼルス市警察は2009年7月11日、プロポフォールの不適切な使用が死因である疑いは強く、処方医による重過失致死の可能性があると表明した。7月28日には元主治医の自宅と診療所が捜索を受け、8月2日には元主治医に77万ドルの借金があることが明らかになった。元主治医がマイケルの治療を月額15万ドルで請け負った背景にはこの金銭状況があった、とAFPは指摘している。
裁判の結果、2011年11月に元主治医は過失致死罪で禁錮4年の有罪判決を言い渡された。だが、元主治医は模範囚だったため、2013年10月28日に刑期の半分である2年を務めたところで早期に釈放された。これについてキャサリンは、「わたしは二度と息子に会うことができないのに、彼の母親は息子に会えるなんて間違っています」とコメントした。
釈放された元主治医は「デイリー・メール」のインタビューに対し、「マイケルの子供はそれぞれ父親が違いマイケルはどの子供の父親でもない」と語った。この発言に激怒したマイケルの元妻のデビー・ロウは「マイケルのファンが18か月以内に彼を射殺するだろう。私は銃弾を買う」と述べている。

## 影響

### 報道

Googleにおける2009年6月25日の「Michael Jackson」のアクセス数の推移。左の矢印はマイケル死亡が確認された14時26分、右は死亡が報道された14時44分

マイケルの死は、各国のメディアでトップニュースとして報道された。CNNやBBCなどが報道特別番組を組み、病院前から24時間体制で生放送を続けた。インターネット上で最初に報道したのはアメリカのセレブリティ専門サイトのTMZで、死後18分という異例の速さだった。その後、ロサンゼルス・タイムズがその7分後に続いた。2つのサイトはアクセス数の急増によってダウン。大手検索エンジンGoogleでは検索数が一時猛烈に跳ね上がり、「Michael Jackson」の検索がスパムとみなされ不可能となるという事態が起こった。Twitterでは6月29日に「1秒あたり456件」検索された。
日本において報道が最も早かったのは、東京のFM局J-WAVEであった。6月26日「〜JK RADIO〜TOKYO UNITED」の番組冒頭でマイケル死去の一報が報じられた。また、午前6時50分過ぎにはアメリカのサイトに引用された通信社の電文を放送した。その後はマイケルに関する話題に触れながらヒット曲を放送する体制となった。テレビ局の多くが、病院に搬送された時点では「マイケル・ジャクソンが死亡したと思われる」と報道し、実際に「マイケル・ジャクソンが死去」と断定して報道したのは、それから数日たってからであった。

### 音楽チャート
マイケルの死は全世界のチャートに影響を与えた。全英では直後に『Number Ones』が1位を獲得。その後『The Essential Michael Jackson』が7週連続で1位を獲得。本国アメリカのBillboard 200では当時は新譜のみ扱うというルールがあり、マイケルの作品は旧譜のカタログ扱いでランクインされなかったが、サウンドスキャン集計の総合セールスでは『Number Ones』『The Essential Michael Jackson』『Thriller』の3作がこの週首位を上回る売り上げを記録。ビルボード史上前代未聞のことであった。

## 遺言書
2009年7月1日、2002年に作成されたとされるマイケルの遺言書が公開された。推定5億ドル財産の内訳はキャサリンに40パーセント、子供達にも40パーセントを相続。チャリティー団体に20パーセントを寄付。またキャサリンが死亡した際の後見人は長年交友のあったダイアナ・ロスが指名されていた。
だがこの遺言書には信憑性について疑問が持たれている。弁護士ハワード・マンは筆跡の相違などを挙げ、「これはキャサリンと子供達から遺産を巻き上げるための罠だ」と主張した。またマイケルの兄弟リビー、ティト、ジャーメイン、ランディ、ジャネットは合同で文書を公開。マイケルが生前2人を毛嫌いしていたことなどを挙げ、遺言書とされるものはジョン・ブランカとジョン・マクレインによる捏造であるとした。しかし他の兄弟ジャッキー、ラトーヤ、マーロンの名前はないため兄弟間でも意見は割れていると思われる。

## 陰謀説
様々な理由から暗殺説・生存説が囁かれている。マイケルの父ジョセフによると、マイケルは母キャサリンに「僕は殺される」と話していたという。またその様子を撮影していた専属カメラマンのジョン・ウィルコックはマイケルよりも先に亡くなっている。
他にも「死の真相を手に入れる」としていた弁護士ピーター・ロペスも亡くなっている。拳銃自殺とされたが、使われた拳銃は遺体の周辺からは発見されていない。
また、当時マイケルは自分の財産を、全て自分の子供と自分のためにのみ使っており、デビューきっかけとなったジャクソン5のメンバーである兄弟には一切渡しておらず、そのことに不満を持ち弟だけが世界から注目され自分たちはデビューに利用されたうえ一切金銭も分けてもらえないという状況から兄弟間では仲が極めて悪かったという。
そのため、財産が全てマイケルの子供の手元に行く前に、マイケルの死を利用し、死亡後の大量の遺産をねらい、兄弟達が、マイケルの主治医に薬品大量投与による殺害を依頼したという説もある。
また、主治医釈放後、主治医にその謝礼金が支払われたと言われている。さらに主治医は釈放後のインタビューで、「薬品投与はある者に頼まれた。」と発言しており、それは誰かと記者が問い返すと、主治医は「それを答えるとあなた達はもっとショックを受けることになるだろう」と返し、それ以上言及することはなかった。
なお、マイケルの葬儀の際、マイケルの子供が泣き叫んでいると、それを抱きかかえようと奪い合うマイケルの兄弟達の光景が問題視されたこともあった。それはまるで、マイケルの財産を奪い合うような光景であった。